# Simfonia núm. 6 (Vaughan Williams)
La simfonia núm. 6 en mi menor de Ralph Vaughan Williams fou composta entre 1944 i 1947, durant i immediatament després de la Segona Guerra Mundial, i revisada el 1950. Dedicada a Michael Mullinar, fou estrenada en la seva versió original per Sir Adrian Boult i l'Orquestra simfònica de la BBC el 21 d'abril de 1948 a l'Royal Albert Hall de Londres.

## Moviments
L'obra es compon de quatre moviments:
I. Allegro
II. Moderato
III. Scherzo (Allegro vivace)
IV. Epilogue (moderato)

## Origen i context
El 1934, Vaughan Williams va completar la Quarta Simfonia, introduint una obra orquestral molt moderna i dissonant que va sorprendre els seus contemporanis a Anglaterra. Encara que alguns crítics van suggerir que aquest canvi radical en el seu estil podia ser una reacció al creixent nazisme, el compositor va negar aquesta interpretació. Després de la seva Cinquena Simfonia tranquil·la, el 1948 va presentar la Sisena Simfonia, que també va generar especulacions i comentaris intensos. A la Sisena Simfonia hi ha més dissonància, més rigidesa i una sensació de desesperança intensa, almenys en els tres primers moviments. Tanmateix, va ser el darrer moviment, l'Epíleg, el que va suscitar els comentaris i especulacions més profundes. En contrast amb els crescendos amenaçadors i els tuttis intensos de les seccions anteriors, aquest final va ser compost en un pianissimo constant de principi a fi, però un pianissimo tan peculiar, desolat i gairebé sobrenatural com mai s'havia escoltat.
Tot i que el compositor mai va voler que la simfonia fos programàtica, era inevitable que el seu públic de postguerra associés el seu caràcter inquietant i sovint violent amb la detonació de les bombes atòmiques sobre Hiroshima i Nagasaki. Certs crítics han vist en l'obra una reflexió sobre la guerra atòmica: un retrat de la bogeria del món (tres primers moviments) després de la seva conseqüència, la fi de tota vida terrestre (epíleg). Però el compositor ha negat tot programa extramusical. En resposta a aquestes preguntes, se cita àmpliament que va dir: «Mai sembla que a la gent se li ocorre que un home només voldria escriure una peça musical». En relació amb l'últim moviment, el compositor va suggerir que el significat de la música s'acosta a una cita de l'acte IV de La tempesta de Shakespeare: "Així estem fets / com els somnis; i la nostra petita vida / està envoltada per un son".
La mort dels membres de la banda en l'atemptat del Café de Paris el 1941 el va portar a incorporar elements del jazz, inclòs un solo de saxo en el moviment Scherzo. Aquesta influència va ser observada pel director d'orquestra Malcolm Sargent que va portar la simfonia en la seva gira inicial per tot el món.

## Representacions
En un any havia rebut unes 100 actuacions, inclosa l'estrena als Estats Units de l'⁣Orquestra Simfònica de Boston amb Serge Koussevitzky el 7 d'agost de 1948. Leopold Stokowski va fer les primeres actuacions a Nova York el gener següent amb la Filharmònica de Nova York i immediatament la va enregistrar, declarant que "aquesta és la música que ocuparà el seu lloc amb les més grans creacions dels mestres".

## Anàlisi musical
L'obra, embolcallada en una atmosfera de caos i fúria, destaca per un moment de transformació tranquil·litzador a prop del final del primer moviment, tot i que el seu to predominant és de desordre i confrontació. El segon moviment, recordat per un motiu musical repetitiu i penetrant, segueix el mateix patró de desesperació. L'Scherzo, amb el seu toc sarcàstic i els seus moments d'intensitat. Culmina en un Epíleg ombrívol que evoca una visió apocalíptica. Aquest quart moviment, amb caràcter musicalment estàtic i uniforme és bastant únic en la història de la música simfònica per la seva absència de tema i de desenvolupament nets, és a vegades lligat al moviment precedent, el que fa que a vegades es consideri que l'obra consisteix només en tres moviments.
La Sisena Simfonia representa el cim del corpus musical de Vaughan Williams, que llavors tenis setanta-sis anys. És considerada la seva composició més expressiva i audaç: la violència i la riquesa temàtica i rítmica del primer i tercer moviment són compensats pel caràcter trasbalsador del moviment semilent i la meditació mortuòria de l'epíleg.